# Sikorsky X2
Sikorsky X2 je eksperimentalni visokohitrostni žirodin helikopter s koaksialnimi rotorji. Razvilo ga je ameriško helikoptersko podjetje Sikorsky Aircraft.
Sikorsky je razvil X2 s $50 milijonskim proračunom. Načrtovali so ga na podlagi izkušenj iz prejšnjih projetkov. S-69/XH-59A Advancing Blade Concept Demonstrator je pokazal, da je možen visokohitrostni let s koaksialnimi rotorji in dodatnima turboreaktivnima motorjema, vendar so bile vibracije prevelike. Cypher UAV je tudi uporabljal koaksialne rotorje in fly by wire kontrolni sistem. RAH-66 Comanche so pozneje razvili s kompozitnim rotorjem in naprednim sistemom transmisije.
X2 ima dva nasprotirotirajoča rigidna rotorja oddaljena drug od drugega 0,6 metra.. Ima tudi protivibracijski sistem podoben uporabljenemu na Black Hawk. Večino moči motorja se uporablja za potisna propelerja in ne za glavni rotor. Fly-by-wire sistem je podjetja Honeywell, rotor je od Eagle Aviation Technologies, protivibracijska tehnologija od Moog Inc.
4. maja 2009 je Sikorsky predstavil derivat helikopterja Light Tactical Helicopter.
Sikorsky planira podati predlog helikopterja za FVL - Future Vertical Lift, baziran na X2.

X2 je prvič poletel 27. avgusta 2008 na Schweizer Aircraftovi ustanovi v kraju Horseheads, New York. Let je trajal 30 minut.  S tem so začeli 4-fazni testni program s ciljem doseči hitrost 250 vozlov.Maja 2010 so zaključili s fazo 3 in dosegli hitrost 181 vozlov.
26. julija 2010 je dosegel 225 vozlov v West Palm Beach, Florida in tako neuradno presegel FAI rekord za rotorske zrakoplove. Prejšnji rekord je imel helikopter Westland Lynx iz leta 1986 (216 vozlov). The X2 flight was purposefully made 37 years to the date of the S-69's first flight.
15. septembra 2010 je testni pilot Kevin Bredenbeck dosegel zadani cilj in dosegel 250 vozlov v ravnem letu.  V rahlem spustu (2˚ do 3˚) je dosegel 260 vozlov, malce manj kot XH-59A.
Sikorsky trdi, da ima X2 pri 200 vozlih enak hrup kot navadni helikopter pri 100 vozlih. Nad 200 vozli se zmanjša hitrost rotorja, da se konci krakov rotorja gibajo s podzvočno hitrostjo pod Mach 0,9. Rotor je rajlo nagnjen navzgor, razmerje vzgon/upor je dvakrat večje kot pri konvencionalnem helikopterju.
Demonstrator tehnologije X2 je dobil nagrado Robert J. Collier Trophy od National Aeronautic Association.

## Tehnične specifikacije
- Posadka: 2
- Premer rotorja: 8,05 m
- Površina rotorja: 50,9 m² (548 ft²)
- Maks. vzletna teža: 3 600 kg
- Motor: 1 × LHTEC T800-LHT-801 turbogredni, 1300–1800 KM (1000–1340 kW)
- Propeler: 1 šestkraki konfiguracije potisnik
- Konfiguracija rotorja: 2X štirikraki, koaksialni

- Maks. hitrost: 250 vozlov (287,5 mph, 460 km/h)
- Dolet: 702 nmi (808 mi, 1300 km)